# Duguetia riedeliana
Duguetia riedeliana är en kirimojaväxtart som beskrevs av Robert Elias Fries. Duguetia riedeliana ingår i släktet Duguetia och familjen kirimojaväxter. Inga underarter finns listade i Catalogue of Life.